# سیارک ۱۴۶۴

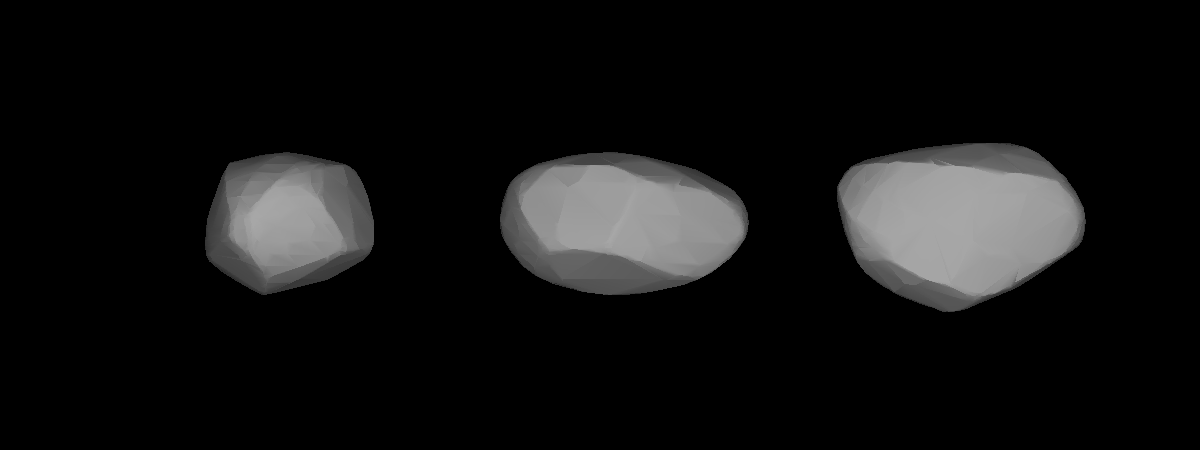
سیارک 1464

سیارک ۱۴۶۴ (به انگلیسی: 1464 Armisticia، نامگذاری:1939VO) هزار و چهارصد و شصت و چهارمین سیارک کشف شده‌است که در ۱۱ نوامبر ۱۹۳۹ کشف شد.
قدر مطلق سیارک برابر ۱۱٫۰۰ است.